# Nižněnovgorodská lanová dráha
Nižněnovgorodská lanová dráha (rusky Нижегородская канатная дорога) je visutá lanová dráha, spojující ruská města Nižnij Novgorod a Bor. Jejím hlavním účelem je osobní přeprava mezi těmito dvěma sídly rozdělenými širokým korytem Volhy. Takže nabízí alternativu přívozu, električkám a autobusům. Na rozdíl od nich spojuje Bor přímo s historickým centrem Nižního Novgorodu, v docházkové vzdálenosti jsou mj. autobusové nádraží Sennaja a dvě vysoké školy.
Díky neobyčejným výhledům na řeku je však oblíbená i mezi turisty.

## Charakteristika
Nižněnovgorodská lanová dráha je obsluhována 28 osmimístnými kabinkami, což umožňuje přepravit okolo 500 pasažérů za hodinu. Projekt však předpokládá případné navýšení počtu kabinek na 56, což by umožnilo přepravit až 1000 osob za hodinu. V průměru dráha přepraví denně okolo 5 tisíc pasažérů. Celkový počet přepravených osob k 1. 1. 2017 činil 8 766 929. Jedna cesta trvá necelých 13 minut, maximální rychlost je 18 km/h.
Délka dráhy je 3661 metrů, přičemž překonává výškový rozdíl 62 metrů. Lano je neseno 10 podpěrami, přičemž největší vzdálenost mezi nimi je 861 m. Lanovka je v provozu pouze při větru do 15 m/s.
V roce 2017 stála jedna cesta 90 rublů na osobu, tedy přibližně 40 Kč.

## Výstavba

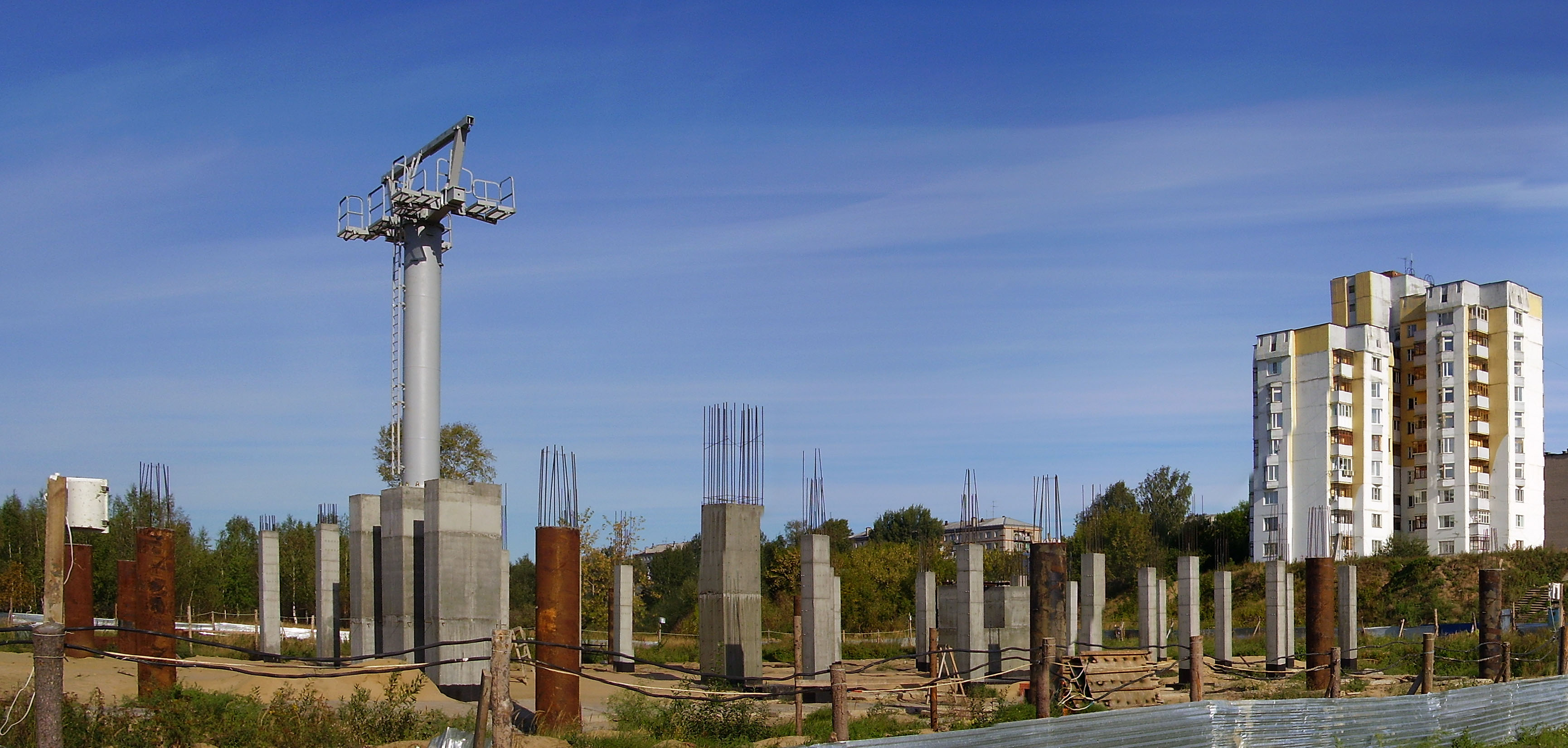
Výstavba Nižněnovgorodské lanové dráhy

Vzdušná vzdálenost mezi centrem Nižnéno Novgorodu a Boru činí pouhé 4 km, přesto nejkratší trasa automobilem měří 27 km, neboť most přes Volhu stojí ve východní části Nižního Novgorodu, až za hranicemi Boru. Cesta automobilem či vlakem mezi těmito blízkými body tak zabere okolo 40 minut. Výstavba lanové dráhy se proto jevila jako vhodné řešení k urychlení dopravy zejména obyvatel Boru, cestujících denně za prací či studiem do blízkého oblastního centra.
Dodavatelem stavby a technologií byla francouzská firma Poma, podpěry (vysoké 40-82 m) vyrobila ruská firma Energomaš.
V prosinci 2009 bylo vydáno povolení ke stavbě a hned v lednu 2010 započaly stavební práce. Otevírat se mělo již v září téhož roku, avšak projekt byl shledán nedostatečným a byl odeslán na přepracování. Všechny podpěry tak byly vztyčeny až v únoru 2011. Montáž lana proběhla v září za pomoci vrtulníku Kamov Ka-32T.
K slavnostnímu otevření dráhy došlo 9. února 2012.

## Galerie

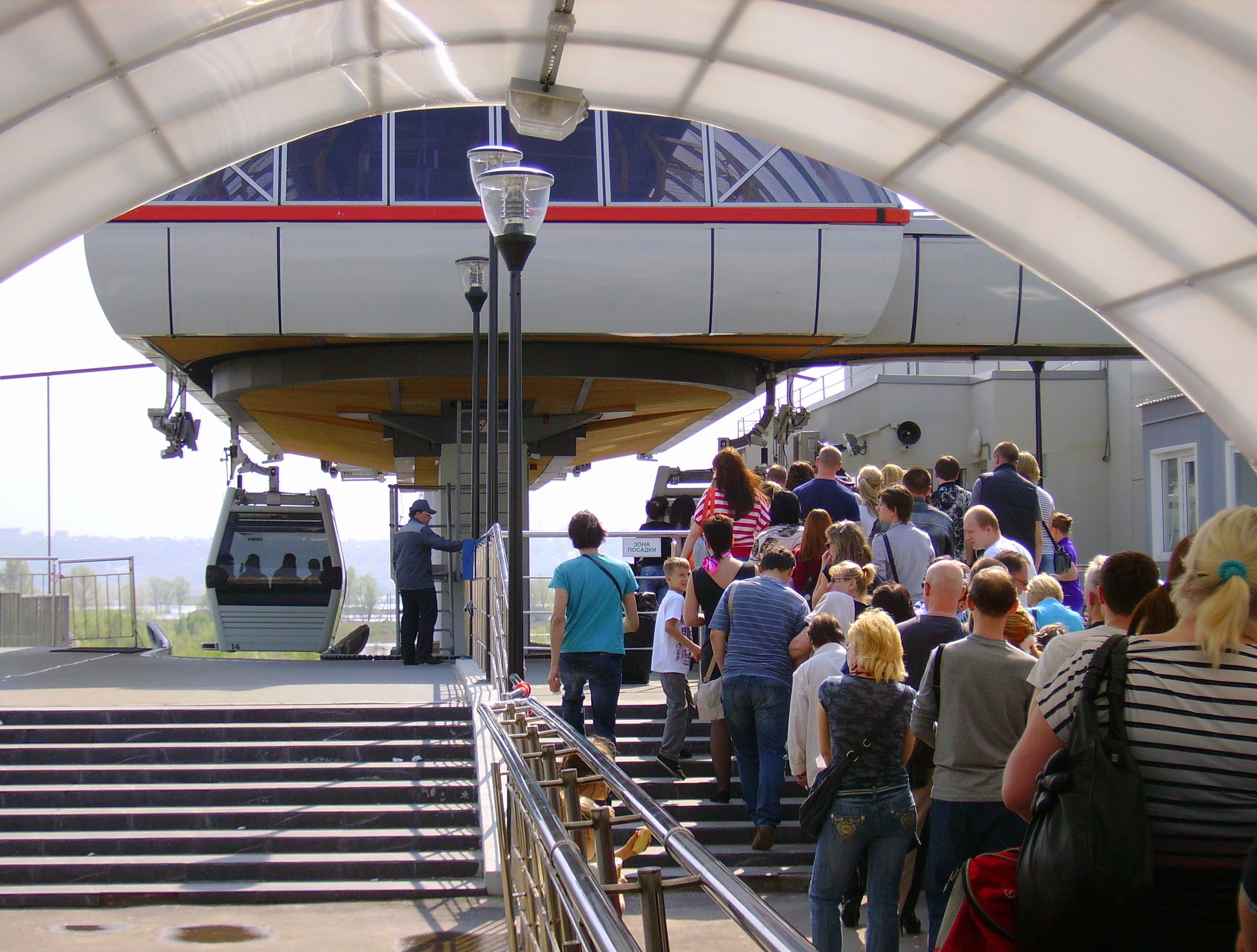
Borská stanice
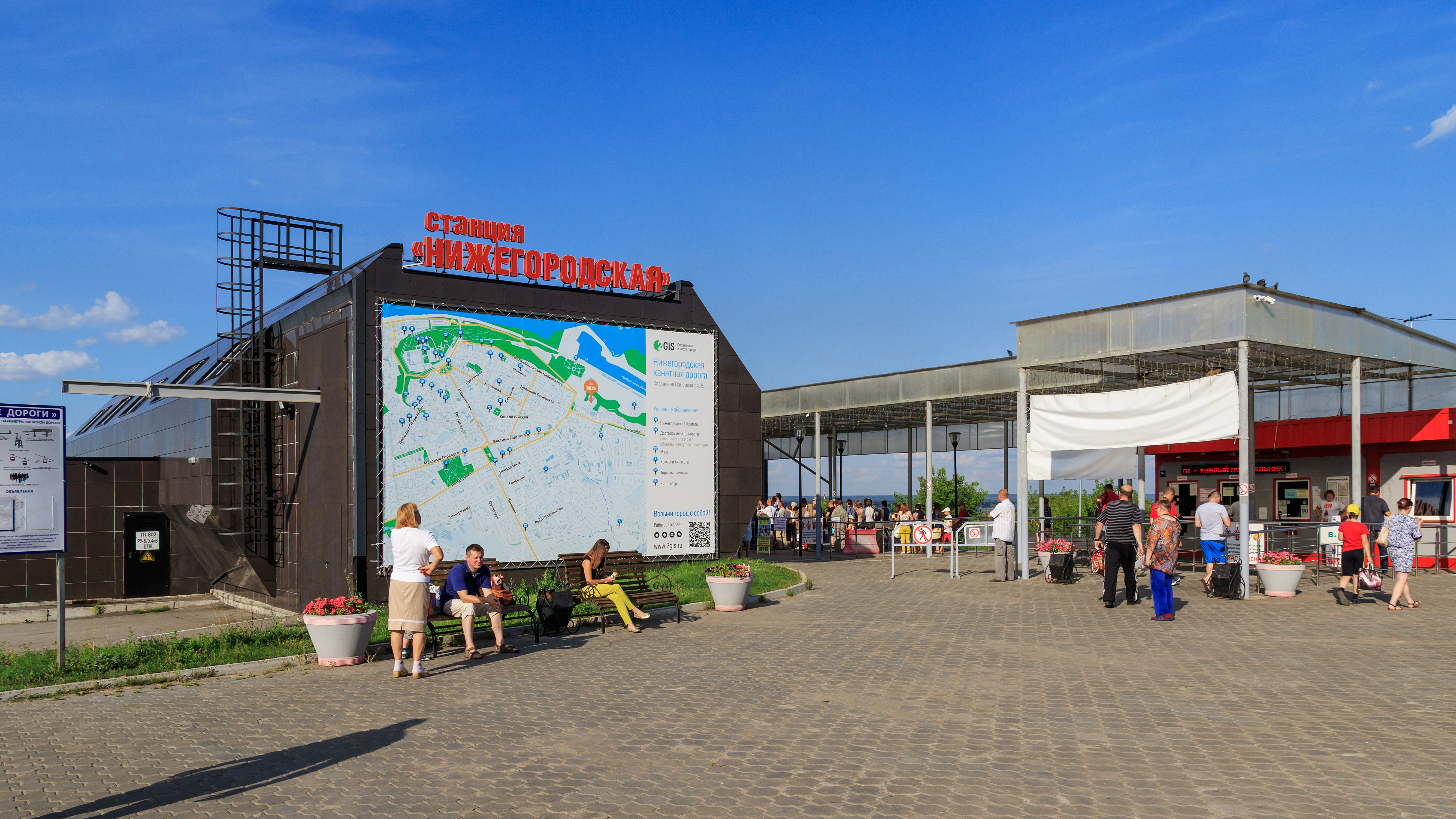
Nižněnovgorodská stanice
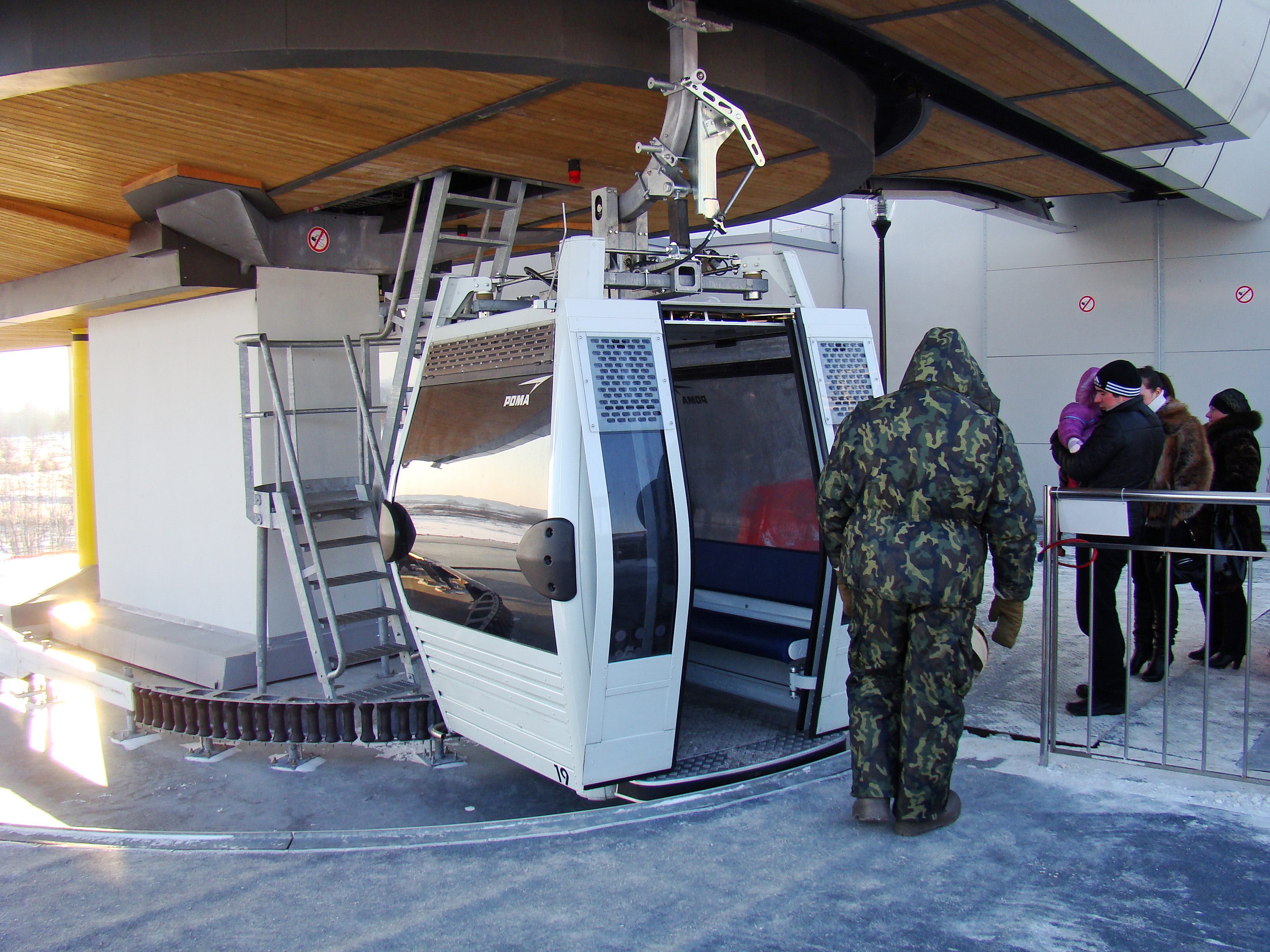
Nástup do kabinky
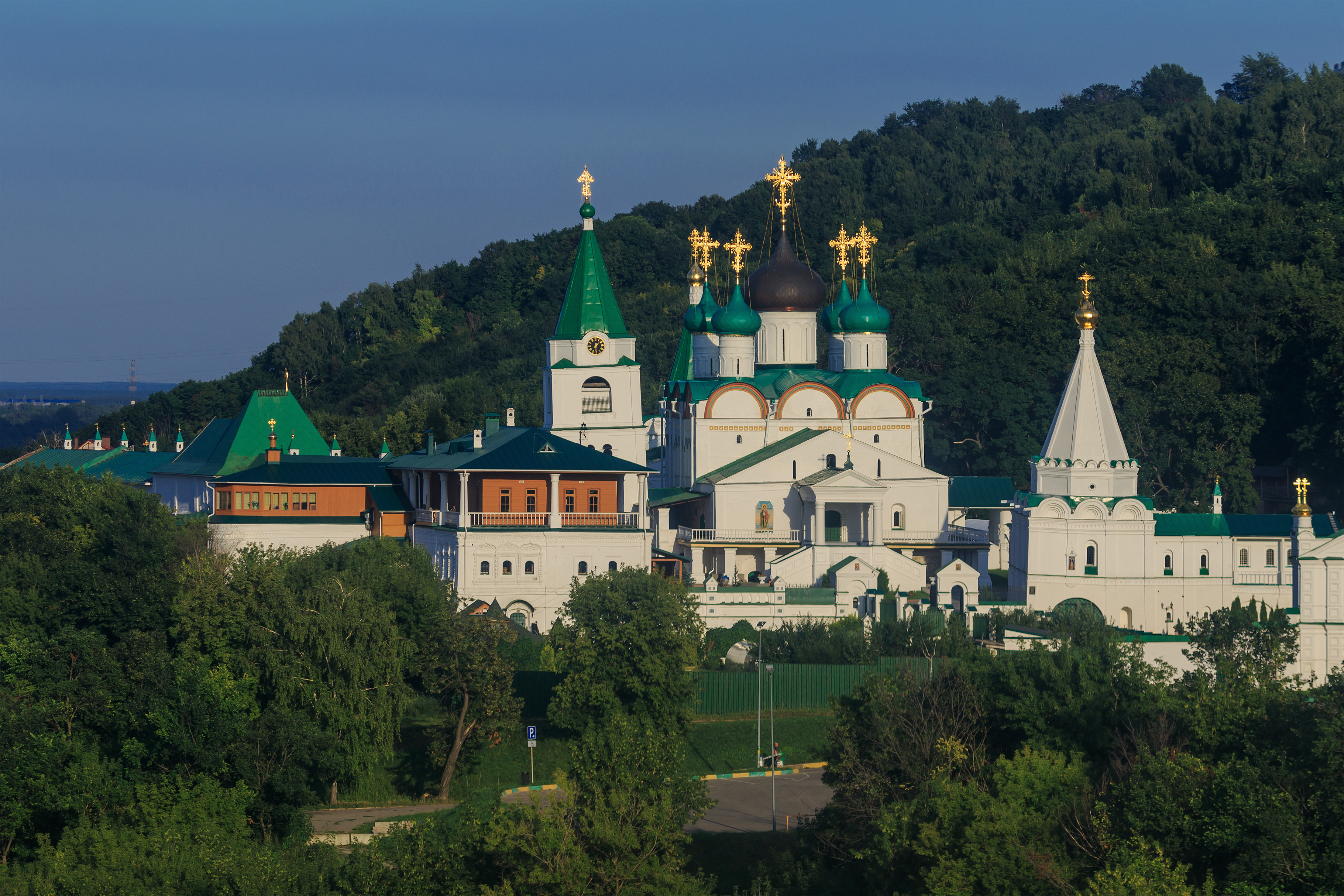
Výhled na Pečerský klášter Nanebevstoupení
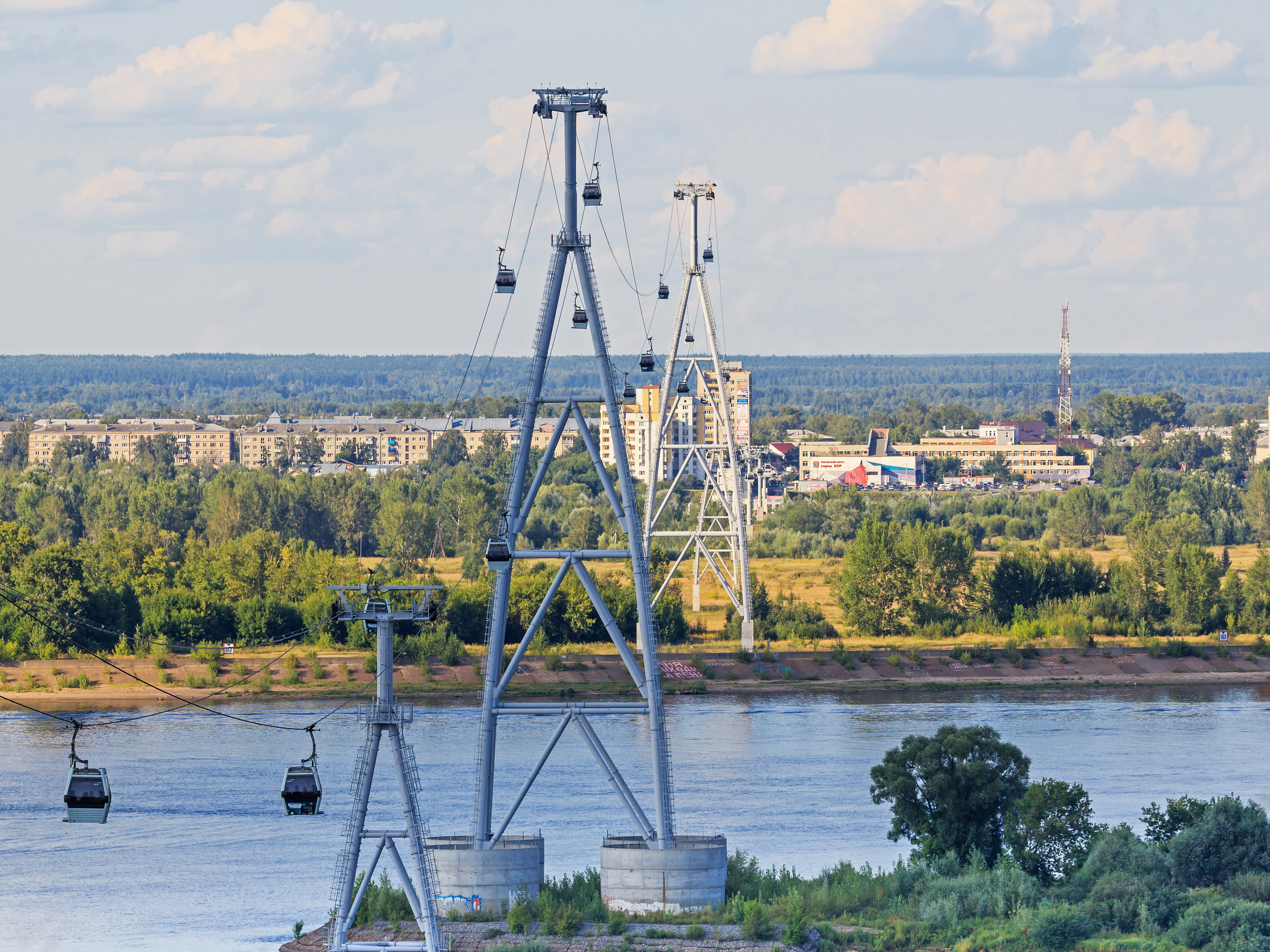
82 m vysoké podpěry
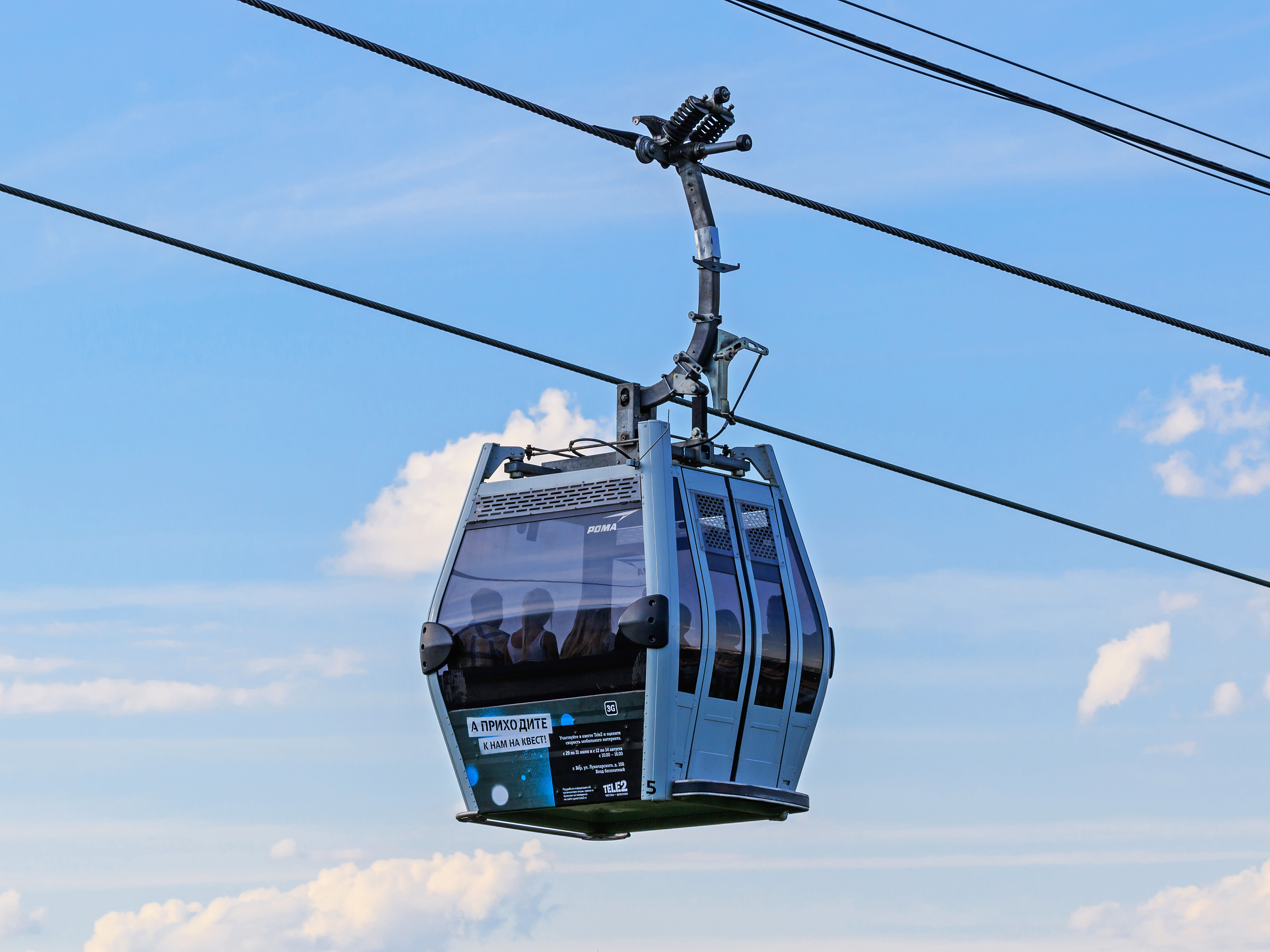
Kabinka ve vzduchu